# Scleropogon cinerascens
Scleropogon cinerascens là một loài ruồi trong họ Asilidae. Scleropogon cinerascens được Back miêu tả năm 1909. Loài này phân bố ở vùng Tân Bắc giới.